# Аннона разнолистная
Аннона разнолистная, или Илама (лат. Annona diversifolia, более известна под синонимическим названием Annona diversifolia) — плодовое дерево семейства Анноновые, вид рода Аннона.

## Описание
Илама — небольшое распростёртое или прямое дерево высотой до 7 м с продолговато-эллиптическими ароматными сморщенными листьями, 5-15 см длиной. Сложный плод сердцевидной или продолговато-круглой формы, длиной до 15 см, с толстой жёсткой кожицей от бледно-зелёного до пурпурного цвета, с серым бархатистым налётом. Внутри плода содержится, белая или розовая, волокнисто-кремовая мякоть с 25-80 гладкими продолговатыми коричневыми семенами.

## Распространение
Родина иламы — тихоокеанское побережье Юго-Западной Мексики, Гватемалы, Сальвадора и прилегающие к нему предгорные районы, где она встречается в диком виде. Там же она в основном и культивируется в небольших насаждениях и в приусадебных садах. В других местах Илама встречается очень редко.

## Использование
Мякоть спелого плода всегда съедается в свежем виде. Её внешний вид не так привлекателен, как у других видов аннон.